# Les Grands Mythes
Les Grands Mythes est une série documentaire d'animation initiée par François Busnel qui la scénarise avec Gilbert Sinoué, créée par Sylvain Bergère et sortie en 2016,. Mélangeant des images animées ainsi que des iconographies issues de la peinture et de la sculpture, sous la narration de François Busnel, elle compte trois séries abordant la mythologie grecque (2015), l'Iliade (2018) et l'Odyssée (2020).

## Synopsis
La mythologie grecque y est représentée à travers ses personnages et événements les plus importants.

## Saison 1
La saison 1 se concentre sur le destin des dieux olympiens et des héros.

### Fiche technique
- Année : 2015
- Production : Arte/Rosebud Productions/Les Monstres
- Réalisation : Sylvain Bergère, Gaëtan Chabanol, Nathalie Amsellem, Alexandra Willot, Frédéric Pagèze, Camille Dalbéra, Sébastien Rancourt
- Scénario : François Busnel et Gilbert Sinoué
- Animation : Les Monstres
- Musique originale : Alain Mouysset et Thomas Van Pottelberge

### Épisodes
1. Zeus ou la Conquête du pouvoir
2. Les Amours de Zeus
3. Prométhée, le révolté de l'Olympe
4. Hadès, le roi malgré lui
5. Athéna, la sagesse armée
6. Apollon, l'ombre et la lumière
7. Aphrodite, sous la loi du désir
8. Dionysos, l'étranger dans la ville
9. Hermès, le messager indéchiffrable
10. Tartare, les damnés de la terre
11. Psyché, la belle et la bête
12. Persée, la mort dans les yeux
13. Orphée, l'amour impossible
14. Médée, l'amour assassin
15. Bellérophon, l'homme qui voulait être dieu
16. Thésée, les ravages de l'oubli
17. Dédale et Icare, le rêve éclaté
18. Héraclès, l'homme qui devint dieu
19. Œdipe, le déchiffreur d'énigmes
20. Antigone, celle qui a dit non

## Saison 2
La saison 2 a pour thème l'Iliade.

### Fiche technique
- Année : 2018
- Production : Arte France/Rosebud Productions/Le Louvre
- Réalisation : Sylvain Bergère, Gaëtan Chabanol, Sébastien Rancourt, Nathalie Amesellem, Camille d'Albéra
- Scénario : François Busnel, Gilbert Sinoué et Jean-Charles Paugam
- Animation : Oscar B Studio
- Musique originale : Alain Mouysset

### Épisodes
1. La Pomme de la discorde
2. L'Heure des sacrifices
3. La Colère d'Achille
4. Le Sang de la déesse
5. Le Glaive et la Balance
6. La Ruse d'Héra
7. Patrocle et les Myrmidons
8. La Vengeance d'Achille
9. Vaincre ou mourir
10. Le Cheval de Troie

## Saison 3
La saison 3 a pour thème l'Odyssée.

### Fiche technique
- Année : 2020
- Production : Arte France/Rosebud Productions
- Réalisation : Nathalie Amesellem, Sylvain Bergère, Gaëtan Chabanol, Camille d'Albéra
- Scénario : François Busnel, Gilbert Sinoué et Jean-Charles Paugam
- Animation : Oscar B Studio
- Musique originale : Rémy Boubal

### Épisodes
1. À la recherche d’Ulysse
2. L'Homme qui défiait les dieux
3. La Malédiction du cyclope
4. Circé, la magicienne
5. Le Voyage aux Enfers
6. Le Chant des sirènes
7. Le Châtiment de Zeus
8. Cap sur Ithaque
9. La Cicatrice du roi
10. Le Crépuscule des dieux

## Réception
La Croix accueille bien cette œuvre télévisée, de même que Télérama, Actualité, La Libre et Le Monde.

## Autre
En 2024, François Busnel réalise une nouvelle série en 10 épisodes intitulée Les Mythes vikings, basée sur les légendes nordiques.